# Soliers

Soliers este o comună în departamentul Calvados, Franța. În 1 ianuarie 2022 avea o populație de 2.190 de locuitori.